# Holbein
Holbein var en tysk malerfamilie. Dens ældste medlem, Hans Holbein den ældre, blev født ca. 1460 i Augsburg og i døde 1524 i Isenheim, Alsace. Skønt han naturligt er blevet stillet i skygge af sin berømte søn, er han selv en betydelig mester, slutter sig under indflydelse fra Martin Schongauer til den realistiske retning, viser evne for skarp karakterisering, så figurerne i hans religiøse billeder ofte virker som levende portrætter, og ikke mindre for kraftig og varm farveharmoni; særlig hans værker fra hans senere tid viser ham som en tilhænger af den italieniserende retning, således det skønne Sebastians-Alter fra 1516, Münchens Pinakotek. 
Hans Holbeins broder, maleren Siegmund Holbein, virkende i Bern, døde 1540, har nu, da hans kunst ikke er sikkert til at eftervise, væsentlig kun interesse som testator af sin formue til Hans Holbein den yngre. 
Af Hans Holbeins sønner var Ambrosius Holbein den ældste. Han kom til Basel, optoges i malerlavet der 1517, udførte gode sølvstifttegninger, der ikke altid er til at holde ud fra broderens, og udfoldede en ret omfattende virksomhed i boghåndværkets tjeneste. 
Den berømteste af hele familien er Hans Holbein den yngre født i 1497 i Augsburg døde i 1543 i London.